# دانشکده مهندسی برق دانشگاه صنعتی شریف

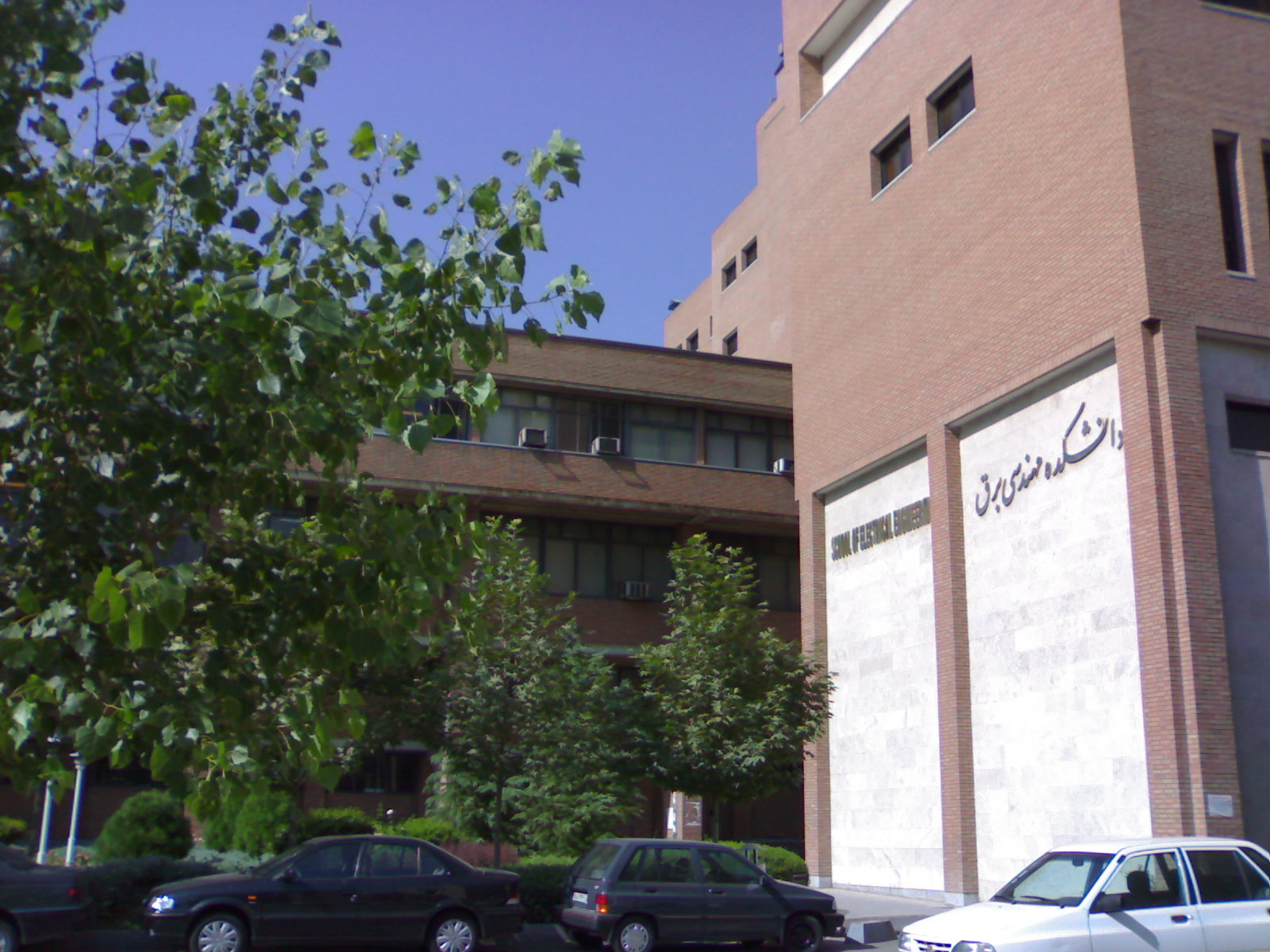
نمای ساختمان دانشکده از جنوب

دانشکده مهندسی برق دانشگاه صنعتی شریف، یکی از دانشکده‌های دانشگاه صنعتی شریف می‌باشد که دارای بیش از ۱۰۰۰ دانشجو در مقاطع کارشناسی، کارشناسی ارشد و دکتراست.
در سال ۲۰۰۳ اکثریت دانشجویانی که در آزمون دشوار ورودی دکترای مهندسی برق دانشگاه استنفورد موفق شده بودند از این دانشگاه بودند که موجب شگفت‌زدگی مسئولان دانشگاه استنفورد شد. بروس وولی رئیس سابق دانشکده مهندسی برق دانشگاه استنفورد معتقد است که این دانشکده یکی از بهترین برنامه‌های آموزش کارشناسی مهندسی برق در جهان است. با توجه به رقبای آن، ام آی تی، کلتک و استنفورد در آمریکا، چینهوا در چین و کمبریج در بریتانیا این مسئله بی غلو بیان شده‌است.
در سال ۱۳۹۱ این دانشکده به عنوان برترین دانشکده ایران در حوزه ارتباطات و فناوری اطلاعات معرفی شد.
این دانشکده از اولین دانشکده‌های دانشگاه صنعتی شریف است که در سال ۱۳۴۵ تأسیس شد.  در حال حاضر ریاست دانشکده بر عهده  بابک حسین خلج است. هر ساله جمعی از برترین رتبه‌های کنکور سراسری و دارندگان مدال‌های المپیاد وارد این دانشکده می‌شوند.
شورای صنفی این دانشکده که سالانه توسط انتخاب مستقیم دانشجویان تعیین می‌شود، نهاد رسمی دانشجویی این دانشکده‌است که کار پیگیری مسائل صنفی دانشجویان را بر عهده دارد. در کنار شورای صنفی، گروه علمی و فرهنگی رسانا، گروه فوق برنامهٔ این دانشکده و از فعال‌ترین گروه‌های دانشجویی دانشگاه صنعتی شریف است که توسط دانشجویان اداره می‌شود و به فعالیت‌هایی مثل برگزار کردن سمینارها و کنفرانس‌های علمی، اردوهای تفریحی و مسابقات ورزشی می‌پردازد.

## استادان نامدار
- محمود فتوحی فیروزآباد، فلوی IEEE رییس دانشگاه صنعتی شریف
- سید جمال‌الدین گلستانی، فلوی IEEE
- محمدرضا عارف (معاون اول محمد خاتمی رئیس‌جمهور سابق ایران)
- جواد صالحی، فلوی IEEE (رییس بخش ایران IEEE و محقق برجستهٔ  شبکه‌های دسترسی چند گانه نوری و چهره ماندگار برق سال۱۳۸۹)
- علی محمد رنجبر (معاون سابق وزیر نیرو)
- علی عباسپور تهرانی فرد (رییس کمیسیون آموزش مجلس شورای اسلامی)
- مجتبی عطاردی
- محمد مهدی نایبی
- بیژن رشیدیان (استاد ممتاز در زمینه الکترونیک)

## استادان نامدار پیشین
- حسن عباسپور تهرانی‌فرد (وزیر پیشین نیرو)
- عباس چمران
- همایون سراجی محقق آزمایشگاه پیشرانه جت ناسا و کلتک

## دانش آموختگان مشهور
- مجید شریف واقفی
- مرتضی الویری شهردار اسبق تهران
- محمد شاهیده پور، رئیس دانشکدهٔ مهندسی برق موسسه فناوری ایلینوی[۳]
- بهزاد رضوی استاد برجسته مدارهای آنالوگ دانشگاه کالیفرنیا در لس آنجلس[۴]
- فریناز کوشانفر استادیار ایرانی و محقق برجسته مهندسی رایانه و برق دانشگاه رایس آمریکا و یکی از برندگان جایزهٔ مخترع جوان در آمریکا سال ۲۰۰۸[۵]
- محمدجواد لاریجانی رئیس پژوهشگاه دانش‌های بنیادی
- محمد مطهری فرزند مرتضی مطهری
- امیراعلم غضنفریان، نخستین مدال‌آور ایران در المپیاد جهانی ریاضی (در سال ۱۹۸۸ در استرالیا)
- منوچهر منطقی، مدیر عامل سابق گروه صنعتی ایران خودرو[۶]
- علی حاجی میری، استاد کلتک
- محمد فارسی،
- ابراهیم اصغرزاده، سیاستمدار
- بابک پرویز، نایب رئیس آمازون
- کتایون فلکشاهی اولین زن نفر اول کنکور ریاضی کشور ۶۸
- برات قنبری، معاون سابق فناوری اطلاعات و برنامه‌ریزی وزارت پست و تلگراف و تلفن، سرپرست سابق مرکز تحقیقات مخابرات ایران[۷]
- فرزانه آقایی‌پور، نویسنده
- زنده‌یاد سینا خراسانی

## پیوندها
دانشگاه صنعتی شریف

دانشکده برق دانشگاه صنعتی شریف

وبسایت واحد صنفی دانشکدهٔ برق

وبسایت گروه دانشجویی رسانا